# Sant'Angelo Lodigiano
Sant'Angelo Lodigiano (Sant'Angel in dialetto santangiolino) è un comune italiano di 13 555 abitanti della provincia di Lodi in Lombardia. All'interno del territorio comunale scorre il fiume Lambro. I suoi abitanti vengono chiamati santangiolini o barasini.

## Geografia fisica

### Clima
A Sant'Angelo Lodigiano è attiva una stazione meteo gestita in collaborazione con il Centro Meteorologico Lombardo.

## Storia

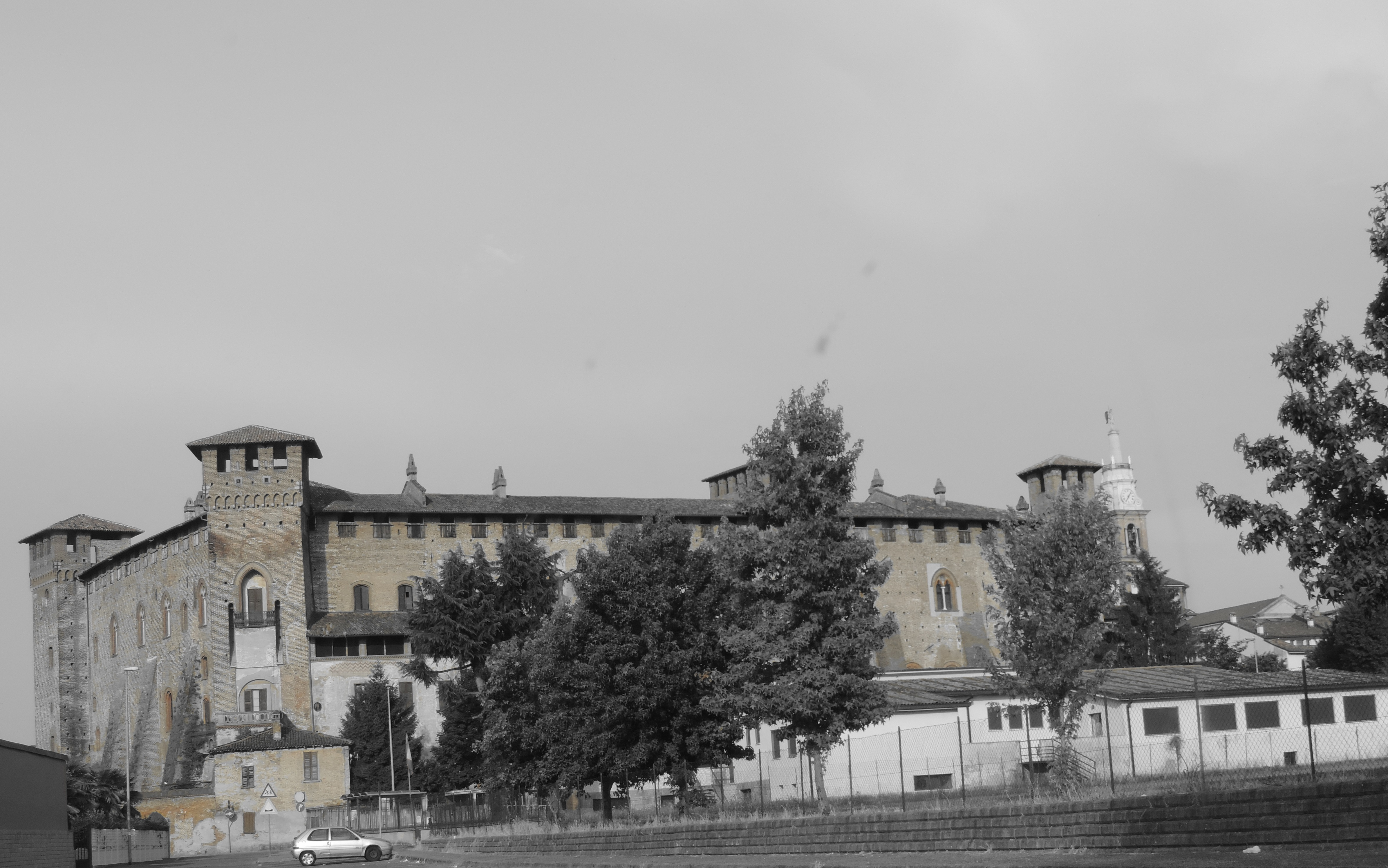
Il castello di Sant'Angelo Lodigiano

Le origini del borgo di Sant'Angelo sono da considerarsi estremamente antiche se si prende in considerazione innanzitutto il toponimo locale che sembrerebbe non avere alcuna traccia legata a chiese e monumenti dedicati a sant'Angelo sul territorio, ma piuttosto alla figura dell'arcangelo Michele (presente anche nello stemma comunale), fortemente venerato dai longobardi. Il centro abitato, a ogni modo, fu attestato per la prima volta tra il X e l'XI secolo, inscritto tra i possedimenti dell'antica abbazia di Santa Cristina di Olona, il vicino monastero di fondazione Longobarda. Grazie a questa posizione rilevante, già dall'inizio del XII secolo, il borgo divenne capopieve.
Nel 1452 il borgo venne infeudato a Matteo Bolognini, che fece ampliare il possente fortilizio già presente come sede del proprio contado, grazie anche alla prestigiosa posizione di prefetto d'armi a Pavia dapprima a servizio dei Visconti e poi di Francesco I Sforza dal quale ottenne l'onore di aggiungere al suo nome quello di "Attendolo" come il capostipite degli Sforza appunto. Fu in questo periodo che iniziarono a proliferare di numerose cascine su tutto il territorio: Molino, Portinaro, Belfugito, San Martino, Mezzano, Pedrina, Gibellina, Graminello, Domo, Cassina Nova, Marudino, Domodossola, Montebuono, San Felice, Monte Albano, Maiano, Galleotta, Battistina, Boffalora, Baselina, Ranera, Altra Ranera, Coda di San Pietro, Recopina, Branduzza, Borgo Santa Maria, Musella, Altra Boffalora, Bosco, Comune de' Poveri, Borgo di Santa Maria, Borgo di San Martino, Borgo di San Rocco con Massaglia, Galeotta con Resica, Bosarda, Domossola con Molino, Riviera della Cassinazza con Marudino e Cortesina, Cà de Frati, Favorita, Sant'Angelo di Fiorenza, Lissone, Riviera.
Nel pieno della dominazione spagnola, il borgo era ancora infeudato istituzionalmente ai Bolognini mentre a livello fiscale esso era stato tripartito: una parte era rimasta in riscossione ai Bolognini, una seconda alla marchesa Talenti-Fiorenza e l'ultima al cosiddetto "comune dei poveri". Alla metà del Settecento, il borgo contava 3 000 abitanti ma la situazione fiscale era stata normalizzata e ora per la tassazione il feudo dipendeva dalla vicina città di Lodi, sebbene molte istituzioni locali, per una questione di vicinanza geografica, utilizzavano statuti giudiziari e amministrativi del pavese e misure di conto milanesi.
Quando l'imperatore Giuseppe II istituì le province dello Stato di Milano il 26 settembre 1786, Sant'Angelo Lodigiano venne compreso in quella di Lodi e uniformò tutti i propri costumi amministrativi a quelli del lodigiano. Il comune di Sant'Angelo fu inserito nel 1797 nel dipartimento del Ticino, e, nel 1805 la sua popolazione era salita a 5 819 abitanti e aumentò ulteriormente quando nel 1809 vennero aggregati a Sant'Angelo i comuni di Castiraga da Reggio e Vidardo, ridivenute autonome con la costituzione del Regno Lombardo-Veneto.
Nel 1864 Sant'Angelo assunse il nome ufficiale di Sant'Angelo Lodigiano, per distinguersi da altre località omonime. Il 16 gennaio 2004 viene attribuito a Sant'Angelo Lodigiano il titolo di città.
Lista di personalità nate a Sant'Angelo Lodigiano.

### Simboli
Lo stemma comunale e il gonfalone sono stati concessi con decreto del presidente della Repubblica dell'11 settembre 1996.
Stemma
Gonfalone

## Monumenti e luoghi d'interesse

### Architetture religiose

#### Basilica di Sant'Antonio Abate e Santa Francesca Cabrini

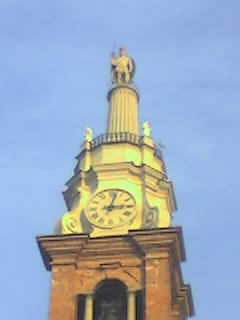
Il campanile della chiesa

La chiesa parrocchiale di Sant'Angelo Lodigiano è dedicata a Sant'Antonio abate e a Santa Francesca Cabrini, e porta il titolo di basilica. L'edificio attuale, eretto tra il 1928 e il 1938, venne realizzato sopra la precedente chiesa parrocchiale secentesca demolita perché considerata relativamente piccola. L'antico centro di Cogozzo (inglobato poi a Sant'Angelo) aveva già un'antica pieve, la cui storia risale almeno al 1210 quando essa viene citata per la prima volta come ubicata al centro dell'abitato locale e già dotata di un arciprete nella figura di tale "Gerardo". La chiesa originaria di Cogozzo venne ceduta a un convento e i diritti parrocchiali trasferiti alla chiesa di Sant'Antonio Abate vicino al castello visconteo, questa venne poi demolita e ricostruita nel XV secolo sulla pianta della precedente e nel 1535 venne ri-dedicata a Sant'Antonio abate.

#### Chiesa di San Bartolomeo
Una prima chiesa nel luogo ove attualmente sorge quella dedicata a San Bartolomeo era già presente nel XIII secolo col titolo di "San Martino in Stabiello" (patrono che poi diede nome anche al quartiere omonimo dove la chiesa è inserita). La chiesa venne ricostruita nel XVI secolo e dedicata a San Bartolomeo. Qui ebbe luogo la fondazione del primo oratorio maschile della parrocchia di Sant'Angelo Lodigiano nel 1879.

#### Chiesa di Santa Maria Regina
La chiesa di Santa Maria Regina venne eretta a metà del Novecento presso la preesistente comunità di Cogozzo che, insieme a Sant'Angelo e San Martino in Stabiello, dopo l'anno mille formò un unico agglomerato urbano. Essa sorge nelle vicinanze del sito dell'antica Pieve di Santa Maria di Cogozzo, citata nel 1210, divenuta poi la chiesa del monastero degli agostiniani quando i diritti parrocchiali vennero trasferiti alla chiesa di Sant'Antonio Abate vicino al castello visconteo (sul luogo dell'antico monastero venne costruita nell'Ottocento l'attuale villa Cortese).

#### Chiesa di San Carlo (frazione Ranera)

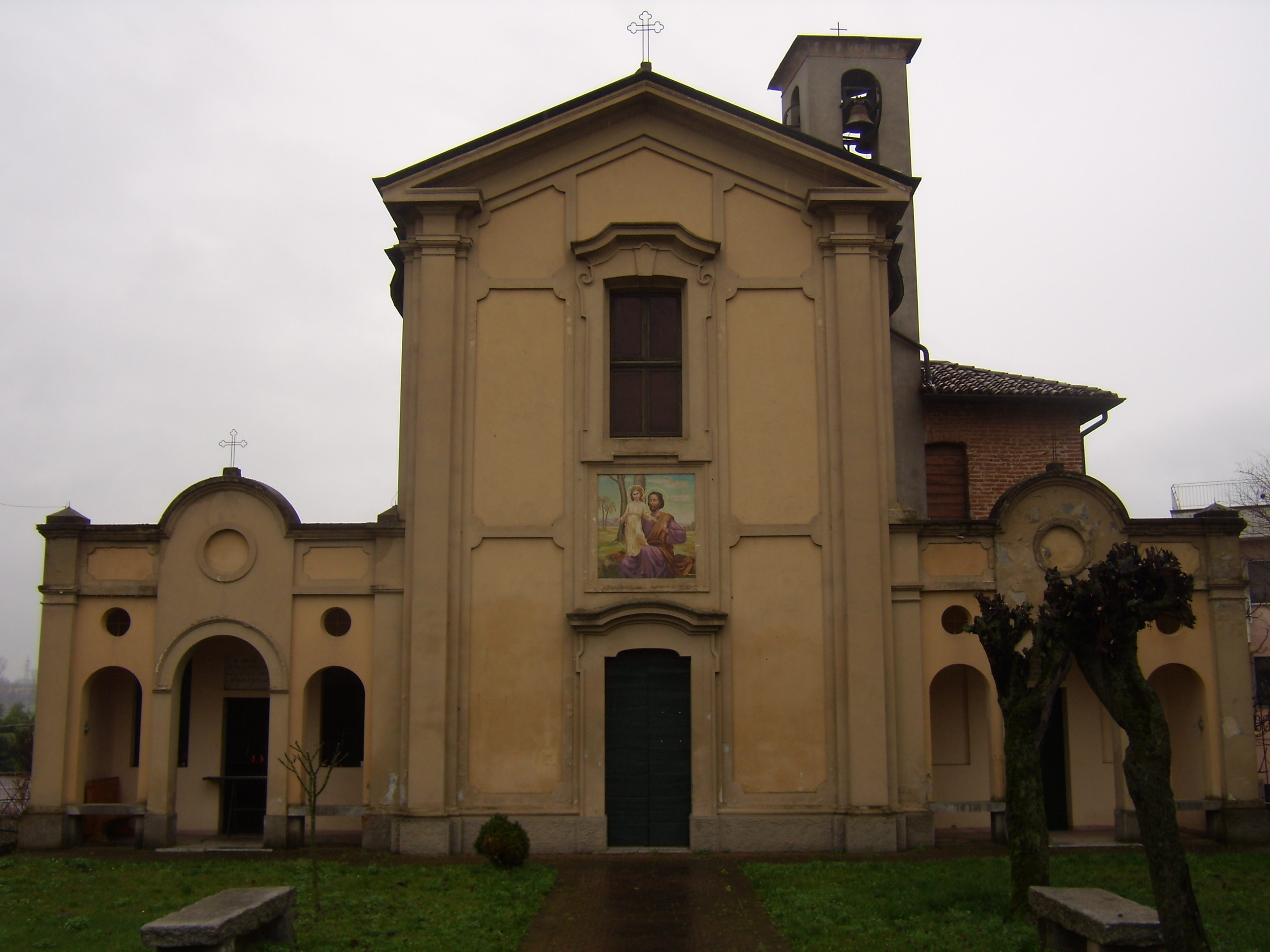
Oratorio di San Giuseppe al Lazzaretto, Sant'Angelo Lodigiano

#### Oratorio di San Giuseppe al Lazzaretto
Realizzata all'esterno del centro abitato di Sant'Angelo Lodigiano come luogo di ricovero per gli appestati durante le epidemie del XVII secolo, venne dedicata a San Giuseppe come patrono della "buona morte". L'edificio venne pesantemente rimaneggiato nel corso del Settecento, assumendo l'attuale forma poligonale, con muri perimetrali in mattone e copertura lignea del tetto.

### Architetture civili e militari

#### Castello di Sant'Angelo Lodigiano
- Il castello di Sant'Angelo Lodigiano venne costruito dai milanesi per assicurarsi il controllo del fiume Lambro. Regina della Scala, moglie di Bernabò Visconti, è colei che ne volle la costruzione (1370). Nel 1552 gli Sforza lo donarono alla famiglia Bolognini. Nel 1763 il castello ospitò Giacomo Casanova il quale, nelle sue memorie, narra dello stato di degrado in cui versava l'edificio, degrado che raggiunse il proprio apice nel XIX secolo. Il merito del ripristino dell'opera va per la maggior parte all'ultimo erede della famiglia Bolognini, il conte Giangiacomo Morando Bolognini, il quale pose mano ad imponenti lavori di restauro conclusisi nel 1912. Alla morte del conte, la vedova Lydia Caprara creò la Fondazione Morando Bolognini Archiviato il 30 ottobre 2014 in Internet Archive., a memoria del marito, affinché la sua opera non andasse dispersa. Tale fondazione ha il duplice scopo di promuovere in Sant'Angelo la sperimentazione agraria e la gestione del Castello, che attualmente ospita tre musei  (la casa-museo dei Bolognini comprendente, tra gli altri, le armi pregiate dell'armaiolo Carlo Maria Colombo, il Museo Lombardo di Storia dell'Agricoltura ed il Museo del Pane).

#### Torre Maestra
- Torre Maestra si trova vicino a Piazza della Libertà edal castello, sede dei tre musei: Museo del Pane. Mulsa, Museo Lombardo di storia dell'agricoltura e Museo Morando Bolognini.

#### Mura Spagnole e Torre della Girona - complesso
- Bastioni delle mura spagnole (resti). Struttura fortificata difensiva a delimitazione dell'antico centro abitato; edilizia in laterizio; mura (resti).
- Torre della Girona. Struttura fortificata difensiva a delimitazione dell¿antico centro abitato; edilizia in laterizio a definizione della torretta d'angolo, edificio di forma quadrangolare.

## Società

### Evoluzione demografica
Abitanti censiti

### Etnie e minoranze straniere
Secondo le statistiche al 1º gennaio 2022 la popolazione straniera residente nel comune era di 2 926 persone, pari al 21,9% della popolazione.
Le nazionalità maggiormente rappresentate erano:
- Romania 759
- Albania 367
- Egitto 588
- Marocco 322
- Nigeria 131
- Ucraina 86
- Ecuador 71
- Repubblica Popolare Cinese 65
- Tunisia 62
- Brasile 41

In termini percentuali, Sant'Angelo Lodigiano è il comune della provincia di Lodi con la più alta popolazione straniera, mentre in termini assoluti è secondo solo a Lodi.

## Cultura

### Istruzione

#### Scuole
Sul territorio comunale sono presenti due scuole primarie (la "R. Morzenti'" e la "C. Collodi"), una scuola secondaria di primo grado intitolata a Santa Francesca Saverio Cabrini e divisa in due sedi, e l'IIS "Raimondo Pandini".

#### Biblioteche
Una biblioteca è gestita dal Comune.

#### Musei
Il Museo del Pane, istituito nel 1983 con sede all'interno del Castello Morando Bolognini.

#### Cucina
In occasione della festa del Patrono Sant'Antonio abate celebrato il 17 Gennaio, dalle pasticcerie e da alcuni fornai viene prodotto il dolce tipico ovvero le Offelle di Sant'Antonio,"Ufele de Sant’ Antoni" in dialetto lodigiano.

## Geografia antropica

### Frazioni
Possiedono lo status di frazione di Sant'Angelo le località di Domodossola, Galeotta, Ranera e Maiano.

## Infrastrutture e trasporti
Il comune è interessato dal percorso della Strada statale 235 di Orzinuovi.
Nel periodo a cavallo fra il XIX e il XX secolo Sant'Angelo Lodigiano era inoltre capolinea delle tranvie extraurbane per Lodi, Melegnano e Pavia.
Il trasporto pubblico è effettuato da autolinee interurbane gestite dalle società STAR e Line, (le cui rispettive fermate sono in Viale Piave, Via XX settembre e Via Cavour),  e da un servizio scolastico urbano, gestito dal comune tramite la ditta Carminati.

## Amministrazione
Segue un elenco delle amministrazioni locali.
| Periodo | Periodo   | Primo cittadino    | Partito                                                   | Carica  | Note |
| ------- | --------- | ------------------ | --------------------------------------------------------- | ------- | ---- |
| 1945    |           | Antonio Moretti    |                                                           | Sindaco |      |
| 1946    | 1956      | Domenico Savarè    |                                                           | Sindaco |      |
| 1956    | 1960      | Gino Pasetti       | Democrazia Cristiana                                      | Sindaco |      |
| 1960    | 1964      | Mario Beccaria     | Democrazia Cristiana                                      | Sindaco |      |
| 1964    | 1970      | Giancarlo Manzoni  | Democrazia Cristiana                                      | Sindaco |      |
| 1970    | 1990      | Gino Pasetti       | Democrazia Cristiana                                      | Sindaco |      |
| 1990    | 2002      | Domenico Crespi    | Democrazia Cristiana, poi Forza Italia                    | Sindaco |      |
| 2002    | 2007      | Giuseppe Carlin    | Forza Italia                                              | Sindaco |      |
| 2007    | 2016      | Domenico Crespi    | Lista civica Migliorare insieme, poi Popolo della Libertà | Sindaco |      |
| 2016    | 2023      | Maurizio Villa     | Lega per Salvini Premier                                  | Sindaco |      |
| 2024    | in carica | Cristiano Devecchi | Lega per Salvini premier                                  | Sindaco |      |

## Sport

### Calcio
- Associazione Sportiva Dilettantistica Sant'Angelo, principale squadra calcistica della città, che attualmente milita in Serie D